# Ässet Düissenow
Ässet Nasaruly Düissenow (kasachisch Әсет Назарұлы Дүйсенов, russisch Асет Назарович Дюсенов Asset Nasarowitsch Djussenow; * 15. Januar 1997 in Almaty) ist ein kasachischer Skilangläufer und Biathlet.

## Werdegang
Düissenow trat international erstmals bei den Nordischen Junioren-Skiweltmeisterschaften 2015 in Almaty in Erscheinung. Dort errang er den 66. Platz im Sprint. Seine ersten Rennen im Eastern-Europe-Cup hatte er im November 2015 in Werschina Tjoi, die er auf den Plätzen 128 und 70 im Sprint und auf dem 152. Rang über 10 km klassisch beendete. Seine besten Ergebnisse bei den Nordischen Junioren-Skiweltmeisterschaften 2016 in Râșnov waren der 42. Platz über 10 km klassisch und der zehnte Rang mit der Staffel. Bei den U23-Weltmeisterschaften 2018 in Goms belegte er den 37. Platz über 15 km klassisch, den 33. Rang im Skiathlon und den 25. Platz im Sprint und bei den U23-Weltmeisterschaften 2019 in Lahti den 36. Platz im Sprint, den 29. Rang über 15 km Freistil und den 25. Platz im 30-km-Massenstartrennen. Sein Debüt im Weltcup hatte er im November 2018 in Ruka, das er auf dem 74. Platz im Sprint beendete. Bei der Winter-Universiade 2019 in Krasnojarsk gewann er jeweils die Silbermedaille im Sprint und mit der Staffel. Zudem wurde er dort Neunter über 10 km klassisch und Achter in der Verfolgung. Nach Platz 71 beim Ruka Triple zu Beginn der Saison 2019/20, holte er im Januar 2020 in Oberstdorf mit dem 30. Platz im Sprint seinen ersten Weltcuppunkt. Seine besten Platzierungen bei den U23-Weltmeisterschaften 2020 in Oberwiesenthal waren der 33. Platz im 30-km-Massenstartrennen und der zehnte Rang mit der Mixed-Staffel. Im November 2020 wurde er kasachischer Meister im Sprint.

## Biathlon-Weltcup-Platzierungen
Die Tabelle zeigt alle Platzierungen (je nach Austragungsjahr einschließlich Olympische Spiele und Weltmeisterschaften).
- 1.–3. Platz: Anzahl der Podiumsplatzierungen
- Top 10: Anzahl der Platzierungen unter den ersten zehn (einschließlich Podium)
- Punkteränge: Anzahl der Platzierungen innerhalb der Punkteränge (einschließlich Podium und Top 10)
- Starts: Anzahl gelaufener Rennen in der jeweiligen Disziplin
- Staffel: inklusive Mixed- und Single-Mixed-Staffeln

| Platzierung            | Einzel | Sprint | Verfolgung | Massenstart | Staffel | Gesamt |
| ---------------------- | ------ | ------ | ---------- | ----------- | ------- | ------ |
| 1. Platz               |        |        |            |             |         |        |
| 2. Platz               |        |        |            |             |         |        |
| 3. Platz               |        |        |            |             |         |        |
| Top 10                 |        |        |            |             |         |        |
| Punkteränge            | 1      |        |            |             | 24      | 25     |
| Starts                 | 4      | 19     | 3          |             | 24      | 50     |
| Stand: 31. Januar 2025 |        |        |            |             |         |        |